# Before I Change My Mind
Before I Change My Mind ist ein Filmdrama von Trevor Anderson, das im August 2022 beim Locarno Film Festival seine Premiere feierte und Anfang März 2024 in die US-Kinos kommen und als Video-on-Demand veröffentlicht werden soll. Der Coming-of-Age-Film spielt im Jahr 1987 in einer Kleinstadt in Alberta. An der dortigen High School wissen die Schüler nicht, ob Neuling Robin ein Junge oder ein Mädchen ist.

## Handlung
Es ist Sommer in einer Kleinstadt in Alberta, und wir schreiben das Jahr 1987. Robin ist neu an der High School, und die anderen Schüler fragen sich, ob der Neuling ein Junge oder ein Mädchen ist. Nach ein paar unangenehmen Begegnungen mit den coolen Kids der Schule, fängt Robin schließlich an, sich in die neue Gemeinschaft einzufügen.

## Produktion

### Regie und Drehbuch
Regie führte der Kanadier Trevor Anderson, der gemeinsam mit Fish Griwkowsky auch das Drehbuch schrieb. Es handelt sich bei Before I Change My Mind um Andersons Spielfilmdebüt. Seine früheren Kurzfilme wurden unter anderem beim Sundance Film Festival und bei der Berlinale gezeigt. Für seinen Kurzfilm The Man That Got Away wurde er dort 2012 mit dem DAAD-Kurzfilmpreis ausgezeichnet.
Der Film ist insofern autobiografisch, dass Regisseur Anderson als Teenager in den 1980er Jahren selbst oft gefragt wurde, ob er ein Junge oder ein Mädchen ist. Er habe sich damals gewünscht, diese Frage ebenso unbeantwortet in der Luft hängen lassen können, wie er dies Robin im Film tun lässt, so Anderson.
Das Drehbuch zu Before I Change My Mind wurde im Rahmen des Sundance Film Festival 2020 in The GLAAD List der zehn vielversprechendsten LGBTQ+-inklusiven Werke in Hollywood aufgenommen.

### Besetzung und Dreharbeiten
Vaughan Murrae spielt in der Hauptrolle Robin. Dies ist ein sowohl männlicher als auch weiblicher Vorname. Murrae war zuvor als Model tätig und spielte in den Fernsehserien Vier Freunde und die Geisterhand und The Solutioneers. Dominic Lippa spielt in einer weiteren Hauptrolle Carter. Der Regisseur Matthew Rankin spielt Robins Vater Daniel. Regisseur Anderson selbst, der in Rankins Film The Twentieth Century eine Nebenrolle übernommen hatte, spielt den Musiklehrer Mr. Anderson. Katrina Beatty, eine der Produzentinnen des Films neben Alyson Richards, spielt Coach Berkenbosch, Carters Basketballtrainerin an der High School.
Die Dreharbeiten fanden ab Anfang Juni 2021 über den Sommer hinweg an verschiedenen Orten im kanadischen Alberta statt, so in Andersons Geburtsstadt Edmonton. Als Kameramann fungierte Wesley R. Miron, der überwiegend mit einer Handkamera arbeitete.

### Marketing und Veröffentlichung
Die Premiere erfolgte am 10. August 2022 beim Locarno Film Festival. Dort wurde der Film im Concorso Cineasti del presente gezeigt. Ende September 2022 wurde er beim Calgary International Film Festival gezeigt und im Oktober 2022 beim New York LGBTQ+ Film Festival NewFest und beim Iris Prize LGBTQ+ Film Festival. Im Juni 2023 wurde er beim Filmfest München und bei Frameline47 vorgestellt. Der erste Trailer wurde Anfang Februar 2024 vorgestellt. Der Kinostart in den USA ist am 1. März 2024 geplant. Am 5. März 2024 soll er als Video-on-Demand veröffentlicht werden.

## Rezeption

### Kritiken
Martin Kudlac von screenanarchy.com schreibt in seiner Kritik, Fish Griwkowsky und Trevor Anderson würden in dem Film alle Aspekte einer klassischen Coming-of-Age- und Außenseitergeschichte behandeln, doch obwohl Before I Change My Mind allen Coming-of-Age-Konventionen folgt, fühle sich der Film nicht repetitiv oder abgeleitet an. Robin sei nicht die einzige Figur, die nicht in die ansonsten heterosexuelle Klasse passt. Auch Carter, der Klassentyrann, sei eine Figur, die starke Anzeichen von Bikuriosität zeige. So seien Geschlecht und Sexualität nicht die einzigen Aspekte, die in diesem Film das klischeebeladene Inventar des Genres neu belebten. Den inhärenten Rassismus spreche Anderson mit der Figur von Tony an, der Opfer von Mobbing wird, sich aber dann zu einem nihilistischen Badass entwickelt. Auch falle auf, dass Anderson keine progressive Agenda oder sogenannten Wokeismus vorantreibt. Die Ausweitung der Erzählung über die sehr engen Grenzen der weißen Cisgender-Heteronormativitäthinaus sei seit langem überfällig, so Kudlac, und Before I Change My Mind erkenne an, was in der Gesellschaft immer ohne angemessene Repräsentation existiert hat. Neben vielfältigen Perspektiven auf das Erwachsenwerden scheue Anderson auch den Humor nicht.

### Auszeichnungen
Calgary International Film Festival 2022
- Nominierung im Canadian Narrative Competition
- Nominierung im Emerging Canadian Artist Competition[19]

Cleveland International Film Festival 2023
- Nominierung als Bester Film im International Narrative Competition (Trevor Anderson)[20]

GLAAD Media Awards 2025
- Nominierung als Bester Film in der Kategorie „Limited Theatrical Release“[21]

Locarno Film Festival 2022
- Nominierung für den Goldenen Leoparden – Filmmakers of the Present (Trevor Anderson)[11]

LUCAS – Internationales Festival für junge Filmfans 2023
- Nominierung im Wettbewerb »Teens«[22]